# Moi… Lolita
A Moi… Lolita (magyarul: Én… Lolita) a francia énekesnő, Alizée első kislemeze, mely megjelenésekor az énekesnő mindössze 15 éves volt. Több országban, köztük Németországban, Franciaországban, Belgiumban, Lengyelországban, Oroszországban, Hollandiában, Spanyolországban, Olaszországban, Magyarországon és az Egyesült Királyságban is a toplisták élvonalában szerepelt.

## Dalszöveg és zene
A dalszöveg és a zene egyaránt csábító Lolitaként tünteti fel Alizée-t, mely Vladimir Nabokov regényéhez kapcsolható. A kislemezhez készült videóban Alizée-t egy vidéki lányként láthatjuk, aki ellátogat egy éjszakai klubba.
A szöveg rengeteg utalást tartalmaz annak írójára, Mylène Farmerre.

## A klip
A videóklip rendezője Laurent Boutonnat volt, és 2000. július 26-án debütált az M6 zenei csatornán.
A videó arról szól, hogy Alizée elmegy egy éjszakai klubba, ahol táncol és jól érzi magát. A klip első részében Alizée egy fiatal férfi elől fut, aki bevallja neki, hogy szereti. Mikor kérdőre vonja a lányt, hogy ő viszont szereti-e, Alizée pénzt kér tőle, majd otthagyja. Ezután hazamegy, ahol az édesanyja leszidja őt, majd később elmegy a szórakozóhelyre, ahol a klipbéli kishúgát is magával viszi. Számos jelenetet láthatunk, melyekben Alizée táncol és jól érzi magát. A videó végén Alizée és a kislány hazafelé mennek, miközben a klip elején megismert férfi követi őket.

## Kiadások
Kislemez CD – Franciaország
1. "Moi… Lolita" (Single Version)
2. "Moi… Lolita" (The Piano Version)

Kislemez CD – Egyesült Királyság
1. "Moi… Lolita" (Single Version) – 4:16
2. "Moi… Lolita" (Lola Extended Remix) – 6:30
3. "Moi… Lolita" (Illicit Full Vocal Mix) – 8:05
4. "Moi… Lolita" (CD Rom Video) – 4:50

Maxi CD – Németország
1. "Moi… Lolita" (Radio Edit) – 3:40
2. "Moi… Lolita" (Single Version) – 4:16
3. "Moi… Lolita" (Lola Extended Remix) – 6:30
4. "Moi… Lolita" (Hello Helli T'es A Dance Mix) – 5:50
5. "Moi… Lolita" (Lolidub Remix) – 3:45
6. "Moi… Lolita" (The Piano Version) – 4:20

## Listák
A dal a második helyen lépett be Franciaországban, és a Top 5-ben maradt 24 egymásutáni héten keresztül, kiütve ezzel a "Les Rois du monde" dalt. Amikor a következő kislemeze, a "L'Alizé" elérte az első helyezést, a Moi… Lolita még mindig a harmadik helyen szerepelt. Két hónappal a megjelenése után aranylemezzé vált, és gyémántlemezzé, miután Franciaországban és Európa-szerte is több, mint másfél millió példány kelt el belőle. Franciaországban a 31. legjobban kelendő kislemez volt.
Az Egyesült Királyságban megkapta a "Single of the Week" díjat. A "Moi… Lolita" az angol listákon a 9. helyig jutott.

## Filmek és feldolgozások
- 2006-ban betétdal volt Ridley Scott filmjében, az A Good Year. A dal szerepelt az előzetesben és a filmben is egyaránt.
- A Moi… Lolitát feldolgozta a Nouvelle Star nyertese, Julien Doré és kiadta, mint bemutatkozó kislemezt.